# Protesty na Białorusi (2020–2021)
Protesty na Białorusi w latach 2020–2021 – protesty, które objęły swoim zasięgiem całe terytorium Białorusi. Wybuchły w wyniku złej polityki władz Białorusi wobec pandemii COVID-19, spadku poziomu życia i sfałszowania wyników wyborów prezydenckich z 9 sierpnia 2020 roku. Były to największe protesty w historii niepodległej Białorusi. W protestach zginęły co najmniej 4 osoby, a co najmniej 33 tys. poddano represjom. Protesty wygasły po 25 marca 2021 roku.

## Geneza i przebieg protestów
W 2020 roku w wyniku postępującego spadku poziomu życia i bagatelizowania postawy władz wobec pandemii COVID-19 spadło poparcie dla urzędującego od 1994 roku prezydenta Białorusi Alaksandra Łukaszenki. Na 9 sierpnia 2020 roku wyznaczono przeprowadzenie wyborów prezydenckich. Poszukując jakiejkolwiek alternatywy Białorusini popierali kontrkandydatów Łukaszenki. Początkowo największym poparciem cieszyli się Wiktar Babaryka i Siarhiej Cichanouski. Cichanouski, zamierzający wziąć udział w kampanii prezydenckiej jako kandydat na prezydenta Białorusi, w swojej kampanii porównywał Łukaszenkę do karalucha. Cichanouskiego aresztowano 9 maja. 18 czerwca aresztowano Wiktara Babarykę. Po aresztowaniu Siarhieja Cichanouskiego, 15 maja jego żona Swiatłana ogłosiła start w wyborach prezydenckich. Z Cichanouską współpracowały Maryja Kalesnikawa, wcześniej będąca z prawnikiem Maksimem Znakiem liderką sztabu wyborczego Babaryki, oraz Wieranika Cepkała, żona i kierowniczka sztabu wyborczego Waleryja Cepkały, wykluczonego ze startu w wyborach prezydenckich.
Antyrządowe protesty rozpoczęły się 24 maja 2020 roku. Pierwsze protesty były związane z nieudaną polityką władz w obliczu pandemii COVID-19.
Po opublikowaniu pierwszych oficjalnych sondaży wyjściowych, które świadczyły o uzyskaniu przez urzędującego prezydenta Alaksandra Łukaszenki ponad 80% głosów, protesty ogarnęły wiele miast w całym kraju, a ich głównym celem było uczciwe przeliczenie głosów i dymisja prezydenta Łukaszenki. Wieczorem 9 sierpnia doszło do starć pomiędzy przeciwnikami Łukaszenki a wojskiem i policją. Aresztowano ok. 3 tys. osób. 14 sierpnia Swiatłana Cichanouska ogłosiła swoje zwycięstwo wyborcze i ogłosiła powołanie Rady Koordynacyjnej, mającej przygotować warunki przekazania władzy w sposób pokojowy. Pierwsze posiedzenie Rady odbyło się 18 sierpnia. W składzie Rady Koordynacyjnej znaleźli się:
- Lilija Ułasawa, międzynarodowa mediatorka, prawniczka
- Maksim Znak, prawnik, adwokat
- Maryja Kalesnikawa, flecistka i dyrygentka, koordynatorka sztabu Wiktara Babaryki
- Pawieł Łatuszka, były minister kultury, nadzwyczajny i pełnomocny ambasador
- Siarhiej Dyleuski, przedstawiciel komitetu strajkowego Mińskiej Fabryki Traktorów
- Swiatłana Aleksijewicz, pisarka, laureatka Nagrody Nobla w literaturze
- Wolha Kawalkowa, powierniczka Swiatłany Cichanouskiej

19 sierpnia Rada Europejska ogłosiła, że nie uznaje wyników wyborów prezydenckich. 23 września został zaprzysiężony na kolejną kadencję Alaksandr Łukaszenka.
23 sierpnia w Mińsku odbył się największy wiec powyborczy. Brało w nim udział ok. 200 tys. osób. Kolejne protesty odbywały się w dniach wolnych od pracy. 7 września białoruskie służby porwały Kalesnikawą. Przewieźli ją do granicy z Ukrainą, zmuszając ją do opuszczenia kraju. W odpowiedzi Kalesnikawa podarła swój paszport. 13 września w wielu miastach odbył się Marsz bohaterów. Co najmniej 100 tys. osób protestowało w samym Mińsku. Według oficjalnych danych w całym kraju zatrzymano 774 osoby, z czego około 500 w Mińsku. 26 października na Białorusi odbył się strajk generalny. Nasilenie protestów nastąpiło w połowie listopada, po pobiciu 31-letniego Ramana Bandarenki dnia 12 listopada. Pomimo operacji Bandarenka zmarł dzień później.
W wyniku niesprzyjającej pogody i licznych aresztowań pod koniec 2020 roku protesty znacząco osłabły. Na początku 2021 roku głoszono, że wiosną dojdzie do wznowienia aktywności ulicznej przeciwników Łukaszenki. 25 marca obchodzono Dzień Wolności, rocznicę powstania w 1918 roku Białoruskiej Republiki Ludowej. Policja zatrzymała ok. 200 uczestników manifestacji rocznicowej. 24 maja Alaksandr Łukaszenka podpisał nowe przepisy prawne, utrudniające organizowanie protestów i wprowadzające obowiązek autoryzacji wszystkich imprez masowych przez władze miejskie. Nowe przepisy zabraniają reporterom uczestnictwa w imprezach masowych w trakcie swojej pracy i pełnienia roli obserwatorów. W tym samym miesiącu zablokowano dostęp do portali informacyjnych Nasza Niwa i Tut.by, zaś telewizję Biełsat uznano za ekstremistyczną. W lipcu sądy białoruskie zdelegalizowały liczne organizacje pozarządowe.
W 2021 roku władze Białorusi aresztowały część przywódców protestów, inni liderzy wyemigrowali. 23 maja 2021 roku na lotnisku w Mińsku został aresztowany 25-letni Raman Pratasiewicz, dziennikarz i redaktor naczelny portalu informacyjnego Nexta. Władze Białorusi oskarżono o porwanie dziennikarza i terroryzm. 6 września Maryja Kalesnikawa i prawnik Maksim Znak zostali skazani na 11 i 10 lat więzienia za nawoływanie do działań godzących w bezpieczeństwo państwa oraz prowadzenie formacji ekstremistycznej.
14 grudnia Siarhiej Cichanouski został skazany na 18 lat kolonii karnej.

## Represje
W odpowiedzi na protesty w dniach od 9 do 12 sierpnia 2020 roku siły bezpieczeństwa Białorusi aresztowały 7 tys. demonstrantów i osób postronnych. Do końca 2020 roku aresztowano ponad 33 tys. osób. Dziennikarze relacjonujący protesty byli zatrzymywani, bici bądź deportowani. Władze Białorusi zablokowały dziesiątki stron internetowych i czasowo ograniczyły dostęp do Internetu. Podczas zatrzymań zginęły co najmniej cztery osoby: Alaksandr Tarajkouski, Alaksandr Wichor, Giennadij Szutow i Raman Bandarenka. W więzieniu zmarł również Witold Aszurek. Według raportu Human Rights Watch zatrzymani byli bici i rażeni prądem. Co najmniej jeden mężczyzna doświadczył gwałtu pałką. Policja często odmawiała zatrzymanym jedzenia, wody, korzystania z toalety oraz konfiskowała lekarstwa. Zatrzymanym odmawiano dostępu do prawnika. Według Centrum Obrony Praw Człowieka „Wiosna” na początku 2022 roku na Białorusi przebywało 969 więźniów politycznych. Co najmniej 1285 osób skazano w sprawach karnych o podłożu politycznym, za udział w protestach w 2021 roku.

## Reakcje międzynarodowe
Początkowo władze białoruskie oskarżały rząd Rosji o współorganizowanie protestów. W pierwszych dniach po wyborach wśród aresztowanych cudzoziemców najwięcej było Rosjan. Represje wobec Rosjan sprawiły, że do protestów dołączyli zwolennicy bliskich relacji z Rosją. Po 12 sierpnia 2020 roku władze białoruskie zaczęły oskarżać Polskę, Litwę i Ukrainę o organizowanie protestów na zlecenie władz Stanów Zjednoczonych. Minister spraw zagranicznych Białorusi Uładzimir Makiej podczas wspólnej konferencji prasowej z ministrem spraw zagranicznych Rosji Siergiejem Ławrowem głosił, że władze Białorusi zostały oszukane przez zachodnich partnerów. 27 sierpnia 2020 roku prezydent Rosji Władimir Putin poinformował o utworzeniu specjalnych oddziałów policyjnych mogących wesprzeć siły białoruskie w razie dalszej eskalacji protestów.
Po wyborach prezydenckich Polska i Litwa, jako liderzy międzynarodowej koalicji wspierającej opozycję na Białorusi, zainicjowały sankcje unijne wobec władz Białorusi i udzieliły azylu uchodźcom politycznym. Władze Litwy jako jedne z pierwszych w Unii Europejskiej zakwestionowały oficjalny wynik wyborów prezydenckich. Do Wilna wyemigrowały Swiatłana Cichanouska i Rada Koordynacyjna, będąca reprezentacją białoruskiej opozycji. W odpowiedzi wobec działań Polski, 25 marca władze Białorusi aresztowały działaczy Związku Polaków na Białorusi (m.in. przewodniczącą Związku Andżelikę Borys i publicystę Andrzeja Poczobuta). W 2021 roku władze Białorusi i Rosji podpisały kilka umów dotyczących wykorzystania rosyjskich portów bałtyckich do obsługi handlu zagranicznego Białorusi. Nowe umowy z Rosją miały osłabić współpracę gospodarczą Białorusi z Litwą. Następnie latem 2021 roku rząd Białorusi osłabił kontrolę granicy z Litwą, w celu przepuszczenia tysięcy emigrantów z Azji Centralnej na obszar Unii Europejskiej. Władze Ukrainy po raz pierwszy w historii jawnie poparły opozycję białoruską i opowiedziały się za wprowadzeniem sankcji. W odpowiedzi propaganda białoruska określała Ukrainę mianem groteskowego państwa, kultywującego pamięć o zbrodniach dokonanych przez Ukraińską Powstańczą Armię i dywizję SS-Galicja. Prezydent Ukrainy Wołodymyr Zełenski został nazwany amerykańską marionetką.
Po wyborach prezydenckich prawie sto osób odpowiedzialnych za prześladowanie protestujących i tłumienie demonstracji objęto zakazem wjazdu na obszar Unii Europejskiej. Po porwaniu Ramana Protasiewicza, w czerwcu 2021 roku Unia Europejska zabroniła lądowania, startów i przelotów samolotów białoruskich przewoźników nad swoim terytorium oraz zabroniła swoim liniom korzystania z przestrzeni powietrznej Białorusi. W przeciwieństwie do poprzednich sankcji, wprowadzonych m.in. po sfałszowaniu wyników wyborów prezydenckich w 2006 i 2010 roku i prześladowaniu opozycji sprzeciwiającej się fałszerstwom wyborczym, sankcje nałożone w latach 2020 i 2021 były bardziej dotkliwe gospodarczo. Państwa Unii Europejskiej, Stany Zjednoczone i Kanada uznały Swiatłanę Cichanouską za legalnego prezydenta Republiki Białorusi. Poprzez kanały informacyjne wzywała Białorusinów do kontynuowania protestów i innych form oporu przeciwko rządom Łukaszenki.
29 września 2020 roku Kanada i Wielka Brytania nałożyły sankcje gospodarcze i zakaz wjazdu na ich terytorium na prezydenta Alaksandra Łukaszenkę i dziesięciu przedstawicieli jego administracji.